# Bolitoglossa walkeri
Espèce
Statut de conservation UICN

 NT  : Quasi menacé
Bolitoglossa walkeri est une espèce d'urodèles de la famille des Plethodontidae.

## Répartition
Cette espèce est endémique d'Colombie. Elle se rencontre dans les départements de Valle del Cauca et de Cauca entre 1 980 et 2 050 m d'altitude sur le versant Est de la cordillère Occidentalev.

## Description
Le mâle holotype mesure 73,0 mm de longueur totale dont 40,2 mm de longueur standard et 32,8 mm de queue. Les femelles mesurent de 38,9 à 41,4 mm de longueur standard.

## Étymologie
Cette espèce est nommée en l'honneur de Charles Frederic Walker.

## Publication originale
- Brame & Wake, 1972 : New species of salamanders (genus Bolitoglossa) from Colombia, Ecuador, and Panama. Contributions in Science. Natural History Museum of Los Angeles County, no 219, p. 1-34 (texte intégral).